# Carolyn Waldo
Carolyn Jane Waldo (ur. 11 grudnia 1964 w Montrealu, Quebecu) – kanadyjska pływaczka synchroniczna, zdobywczyni srebrnego medalu indywidualnie na Igrzyskach Olimpijskich w Los Angeles i złotych medali w konkurencji indywidualnej i duetach na Igrzyskach Olimpijskich w Seulu. Została Oficerem Orderu Kanady.